# Крис Патерсон
Крис Патерсон (енгл. Chris Paterson; 30. март 1978) је шкотски рагби тренер и амбасадор, бивши рагбиста и репрезентативац Шкотске. Висок 183 цм, тежак 80 кг, у професионалној каријери играо је за Глазгов вориорсе (2 утакмице), Единбург рагби (156 утакмица, 1059 поена) и Глостер (рагби јунион) (14 утакмица, 38 поена) . За репрезентацију Шкотске је дебитовао против Шпаније 1999. на светском првенству. Прве поене за репрезентацију постигао је 2000. у мечу купа шест нација против Француске. Постигао је 2 есеја против Јапана и 1 есеј против САД на светском првенству 2003. На светском првенству 2007. постигао је 46 поена у 5 утакмица. Играо је и на светском првенству 2011. Са 809 поена у 109 утакмица, рекордер је и по броју одиграних утакмица и по броју постигнутих поена за репрезентацију Шкотске. Познат је био по свом прецизном шуту, није промашио ниједну казну ни претварање на светском првенству 2007.